# 天津煎餅

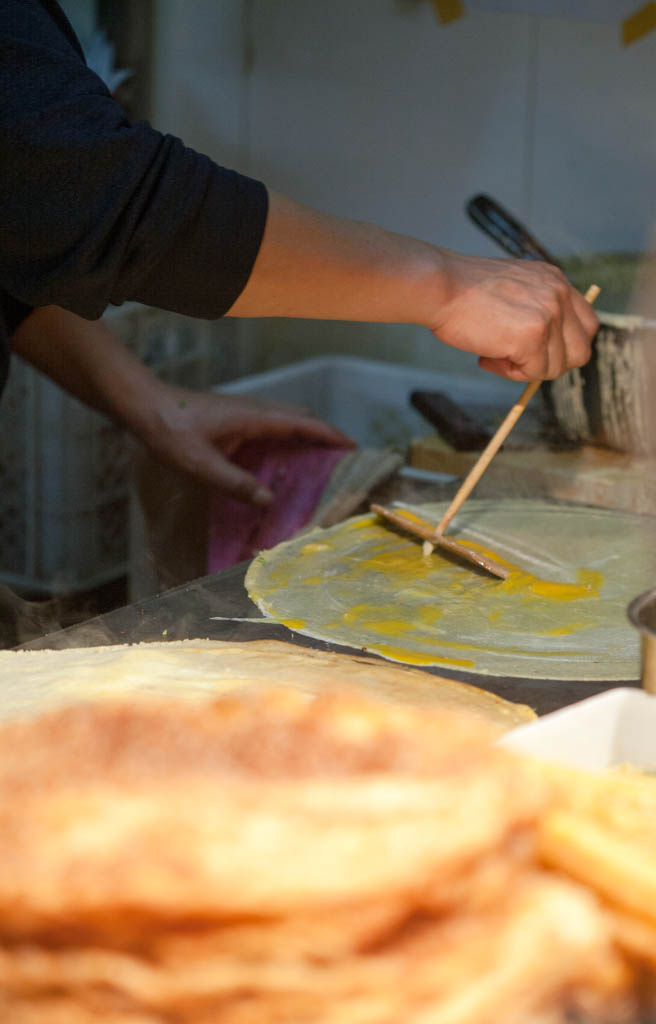
煎餅作り

天津煎餅（てんしんせんべい、中国語 テンチンジェンビン Tiānjīn jiānbǐng）は、中国の華北地方の食品である。水で溶いた緑豆の粉、粟の粉、または小麦粉と卵を丸い鉄板に広げて焼いた、一銭洋食に似た辛い味の軽食の一種。日本で米菓を言う煎餅とは異なる。

## 概要
天津では、単に「煎餅」（チエンビン、jiānbǐng）もしくは「嘎巴」（ガーバ、gāba）。とも呼ばれる。カート式の屋台に七輪やガスコンロを置き、「鏊子」（アオズ、àozi）と呼ばれる丸い鉄板を使って、街角で焼きながら売るスタイルが普通。
山東煎餅から派生し、天津で改良されたものと言われる。天津では、もともと山東煎餅のように粟の粉を使っていたが、緑豆の粉との混合になり、後に緑豆の粉中心に変化した言われる。緑豆を使うのがもっともうま味があるとされる。また、粉ではなく、生の緑豆を水に漬けて軟らかくし、表皮を除いてから、すりつぶす方法もある。
しかし、天津以外では、緑豆よりもコストの安い小麦粉を混ぜたり、完全に小麦粉に変えたものが多く、本場のものとは風味が異なるものになっていることが多い。
味付けも、本来は麦味噌と薬味の刻みネギだけというシンプルなものであったが、現在では唐辛子味噌、腐乳を加えたり、煎りゴマやクミンをまぶしたりする事が増えつつある。

## 変種

### 煎餅餜子
煎餅餜子（チエンビングオズ、 jiānbǐngguǒzi）は、緑豆の煎餅で、天津で「餜子」または「棒槌餜子」と呼ばれる揚げパン（油条）を包んだもの。一般に中国各地で「天津煎餅」として売られているものの多くは、実際には煎餅餜子であって、煎餅ではない。
北京では、1980年代から街頭で見かけるようになったが、「餜子」ではなく「薄脆」（バオツイ、báocùi）と呼ばれる薄く揚げたクラッカーのようなものを挟むことも多い。

### 嘎巴菜
嘎巴菜（ガーバツァイ、 gābacài）は、緑豆の煎餅を細切りにして、とろみのある餡をかけた食品。天津では朝食に食べることが多いが、天津以外で目にすることはほとんどない。
- アメリカ合衆国 ニューヨーク州にて
- カナダ カルガリーにて
- アメリカ合衆国 カリフォルニア州モントレーパークにて
- アラブ首長国連邦 ドバイにて
- 日本 東京都にて